# Joline Höstman
Joline Höstman, née Höglund le 24 septembre 1988 à Sjövik, est une nageuse suédoise spécialiste de la brasse. Elle est plusieurs fois médaillée aux Championnats d'Europe dont deux fois individuellement. Participante à deux éditions des Jeux olympiques en 2008 et 2012, elle a obtenu son meilleur résultat sur le 100 m brasse (neuvième) aux Jeux de Pékin en 2008.

## Palmarès

### Championnats d'Europe
Grand bassin
- Championnats d'Europe 2008 à Eindhoven ( Pays-Bas) :
  -  Médaille de bronze du 100 m brasse.
- Championnats d'Europe 2010 à Budapest ( Hongrie) :
  -  Médaille d'argent au titre du relais 4 × 100 m quatre nages.
- Championnats d'Europe 2012 à Debrecen ( Hongrie) :
  -  Médaille de bronze au titre du relais 4 × 100 m quatre nages.

Petit bassin
- Championnats d'Europe 2009 à Istanbul ( Turquie) :
  -  Médaille de bronze du 200 m brasse.